# Iset-Nofret II
Iset-Nofret II, « La belle Isis », est une reine d'Égypte de la XIXe dynastie en tant qu'épouse de Mérenptah, quatrième roi de la dynastie. Peu d'informations sont connues au sujet de cette reine, y compris son identité exacte.

## Généalogie
Les origines de cette reine n'est pas certaine. Plusieurs hypothèses ont été proposées :
- il pourrait s'agir de la fille de Ramsès II, cette hypothèse est fragile car, dans la documentation, jamais la reine Isis-Néféret, épouse de Mérenptah, ne porte le titre de sat nésou (« fille de roi »), et jamais la princesse Isis-Néféret, fille de Ramsès II, n'est indiquée en tant qu'épouse de Mérenptah[1],
- il pourrait s'agir de la fille de Khâemouaset, l'un des fils de Mérenptah et Isis-Néféret se nomme Khâemouaset, nom qu'il aurait eu en l'honneur de son grand-père maternel[1] ; malgré tout, cette princesse portait également le titre de  « fille de roi » selon une inscription de sa tombe à Saqqarah, et a contrario, aucun titre n'indique qu'elle était épouse royale ou mère royale[2],
- la reine pourrait ne pas être d'origine royale, Mohamed El-Bialy suggère qu'elle soit la fille du vizir Panéhésy, en effet, trois documents (deux stèles de Gebel Silsileh et une statue de Deir el-Médineh) semblent indiquer une certaine proximité entre le couple royal et le vizir[3].

Le roi Mérenptah et la reine ont eu au moins trois enfants : les princes Séthi-Mérenptah (futur roi Séthi II) et Khâemouaset et la princesse Isis-Néféret.

## Titres
Les titres de la reine sont les suivants : 
- « Dame du Double-Pays » (nb.t-tȝ.wy),
- « Grande épouse royale » (hmt-nsw.t-wrt),
- « Épouse royale » (hmt-nsw),
- « Maîtresse de Haute et Basse-Égypte » (hnwt-Shmˁw-mhw).

## Attestations
La reine est attestée par plusieurs documents :
- une stèle du vizir Panéhésy située en face de sa chapelle au Gebel Silsileh la représente avec le roi Mérenptah, leur fils le prince Séthi-Mérenptah et le vizir Panéhésy[6],
- une seconde stèle située dans la galerie du spéos du roi Horemheb au Gebel Silsileh la représente, avec le roi Mérenptah et le vizir Panéhésy, offrant une image de la déesse Maât à Amon-Rê et Mout[7],
- la reine apparaît également sur la paroi gauche de la chapelle rupestre aménagée par Mérenptah sur la rive ouest du Gebel Silsileh[8],
- la reine est également représentée sur un colosse de son époux, usurpé d’Amenhotep III, dressé dans l’avant-cour du temple de Louxor[9],
- la statue n°250 découverte à Deir el-Médineh au nord-est de l’enceinte du temple d’Hathor pourrait représentée la reine ; en effet, Mérenptah est représenté accompagné d’une reine anonyme, ils sont assis sur un trône et derrière eux se trouve le vizir Panéhésy, représenté debout[3].